# Piarco nemzetközi repülőtér
A Piarco nemzetközi repülőtér (IATA: POS, ICAO: TTPP) Trinidad és Tobago egyik nemzetközi repülőtere, amely Piarco közelében található. Éves utasforgalma 2 923 003 fő (2019).

## Futópályák
A repülőtér futópályái:
- 10/28 (3200 m, 45 m, aszfalt)

## Forgalom
Az utasforgalom az elmúlt években az alábbi módon változott:
| Utasok száma | 2 700 283 | 2 983 377 | 2 884 843 | 2 840 643 | 2 795 846 | 2 923 003 |
|              | 2014      | 2015      | 2016      | 2017      | 2018      | 2019      |

## Légitársaságok és úticélok
2023-ban a Piarco nemzetközi repülőtérről az alábbi járatok indulnak:

### Személy
2023-ban a következő légitársaságok üzemeltetnek rendszeres menetrend szerinti és charterjáratokat:
| Légitársaság       | Célállomások |
| ------------------ | --- |
| Air Canada         | Toronto–Pearson |
| American Airlines  | Miami |
| British Airways    | London–Gatwick |
| Caribbean Airlines | Antigua, Barbados, Caracas, Castries, Curaçao, Dominica–Douglas-Charles, Fort Lauderdale, Georgetown–Cheddi Jagan, Georgetown–Correia, Grenada, Havana, Kingston–Norman Manley, Miami, New York–JFK, Orlando, Paramaribo, St. Kitts, St. Maarten, St. Vincent–Argyle, Tobago, Toronto–Pearson |
| Copa Airlines      | Panama City–Tocumen |
| JetBlue            | New York–JFK |
| KLM                | Amszterdam |
| Rutaca             | Charter: Porlamar |
| United Airlines    | Houston-Intercontinental |

### Cargo
| Légitársaság                      | Célállomások                                    |
| --------------------------------- | ----------------------------------------------- |
| Amerijet International            | Miami                                           |
| Caribbean Airlines Cargo[forrás?] | Barbados, Georgetown–Cheddi Jagan, Miami        |
| DHL Aero Expreso[forrás?]         | Barbados, Caracas, Curaçao, Panama City–Tocumen |
| Mountain Air Cargo                | Aguadilla                                       |